# Raúl García de Haro
Raúl García de Haro (Olesa de Montserrat, 3 de noviembre de 2000) es un futbolista español que juega como delantero en el Club Atlético Osasuna de la Primera División de España.

## Carrera deportiva
Nacido en Olesa de Montserrat, residió desde muy pequeño en la localidad granadina de Guadix. Se inició en la cantera del Guadix C. F. a la que accedió en 2009. En 2014 pasó a la U. D. Almería, con el que se convirtió con 22 goles en el pichichi nacional de la División de Honor Juvenil, cuando tenía 17 años.
De Almería marchó traspasado al Real Betis en julio de 2018. En su primer año con los verdiblancos jugó en categoría juvenil para después pasar al Betis Deportivo, con el que terminó su primera temporada en tercera división. 
En verano de 2019, realizó la preparación de pretemporada con el primer equipo del Real Betis, aunque siguió jugando con el Betis Deportivo. Debutó en primera división el 24 de septiembre de 2019 en el estadio Benito Villamarín contra la U. D. Levante. En octubre de ese mismo año, amplió su contrato con el club sevillano hasta 2023, después de cuajar buenas actuaciones en los últimos meses y convencer también al entrenador del primer equipo Rubi, que contó con él para el primer equipo en el arranque de campaña. Esa temporada la completó con el Betis Deportivo con el que consiguió el ascenso a Segunda División B, en cuyo eliminatoria final marcó tres goles.
En la temporada 2021/22, continuó jugando fundamentalmente con el Betis Deportivo, aunque con el primer equipo, se proclamó ganador de la Copa del Rey de ese año al disputar algunos minutos en la eliminatoria de dieciseisavos frente al Real Valladolid. Ese mismo año prorrogó su contrato con el club hasta junio de 2025.
En el verano de 2022, marchó cedido al Club Deportivo Mirandés. En esa temporada fue uno de los jugadores más destacados de toda la segunda división. Titular indiscutible en su equipo, dio 8 asistencias y consiguió 19 goles, que le llevaron a ser el segundo máximo goleador de la categoría y que le consolidaron en el fútbol profesional.
El 10 de agosto de 2023, el C. A. Osasuna, hace oficial su fichaje hasta el 30 de junio de 2028, a cambio de 6.000.000 € fijos, más 1.500.000 € en variables por el 65% de sus derechos, lo que le convertía en el segundo fichaje más caro de la historia del club navarro tras el del croata Ante Budimir.

## Estadísticas
Actualizado al último partido disputado el 19 de agosto de 2025.
| Betis Deportivo · España                                                                                                | 3.ª           | 2018-19       | 22  | 15 | ― | ― | ― | ― | 22  | 15 |
| Betis Deportivo · España                                                                                                | 3.ª           | 2019-20       | 26  | 19 | ― | ― | ― | ― | 26  | 19 |
| Betis Deportivo · España                                                                                                | 2ªB           | 2020-21       | 23  | 13 | ― | ― | ― | ― | 23  | 13 |
| Betis Deportivo · España                                                                                                | 1ª RFEF       | 2021-22       | 33  | 6  | ― | ― | ― | ― | 33  | 6  |
| Betis Deportivo · España                                                                                                | Total club    | Total club    | 104 | 53 | 0 | 0 | 0 | 0 | 104 | 53 |
| Real Betis · España | 1.ª           | 2019-20       | 3   | 0  | 0 | 0 | ― | ― | 3   | 0  |
| Real Betis · España | 1.ª           | 2020-21       | 0   | 0  | 0 | 0 | 0 | 0 | 0   | 0  |
| Real Betis · España | 1.ª           | 2021-22       | 1   | 0  | 1 | 0 | 0 | 0 | 2   | 0  |
| Real Betis · España | Total club    | Total club    | 4   | 0  | 1 | 0 | 0 | 0 | 5   | 0  |
| C. D. Mirandés · (Cedido) España                                                                                        | 2.ª           | 2022-23       | 39  | 19 | 0 | 0 | ― | ― | 39  | 19 |
| C. D. Mirandés · (Cedido) España                                                                                        | Total club    | Total club    | 39  | 19 | 0 | 0 | 0 | 0 | 39  | 19 |
| C. A. Osasuna · España                                                                                                  | 1.ª           | 2023-24       | 35  | 6  | 3 | 0 | 1 | 0 | 39  | 6  |
| C. A. Osasuna · España                                                                                                  | 1.ª           | 2024-25       | 32  | 4  | 4 | 3 | 0 | 0 | 36  | 7  |
| C. A. Osasuna · España                                                                                                  | 1.ª           | 2025-26       | 1   | 0  | 0 | 0 | 0 | 0 | 1   | 0  |
| C. A. Osasuna · España                                                                                                  | Total club    | Total club    | 69  | 10 | 6 | 3 | 1 | 0 | 79  | 12 |
| Total carrera | Total carrera | Total carrera | 217 | 82 | 7 | 5 | 3 | 1 | 224 | 86 |
| (1) Incluye datos de la Copa del Rey. (2) Incluye datos de la Liga Europa de la UEFA y la Liga de Campeones de la UEFA. |               |               |     |    |   |   |   |   |     |    |

### Palmarés
| Título       | Club                | País   | Año  |
| ------------ | ------------------- | ------ | ---- |
| Copa del Rey | Real Betis Balompié | España | 2022 |